# Тімченко Віктор Миколайович
Віктор Миколайович Тімченко (26 жовтня 1947, Горлівка) — український військовик. Начальник Донецького вищого військового училища інженерних військ і військ зв'язку. Голова Товариства сприяння обороні України. Батько Максима Тимченка, топ-менеджера енергетичної компанії ДТЕК.

## Біографія
Народився 26 жовтня 1947 року в місті Горлівка на Донеччині. У 1971 році закінчив Донецьке вище військово-політичне училище інженерних військ і військ зв'язку. Військово-політичну академію ім. В. І. Леніна (1982).
З 1971 року проходив службу в Ленінградському окрузі, Північній групі військ, Північно-Кавказькому, Уральському, Київському військових округах від заступника командира роти по політичній частині до командира батальйону курсантів Курганського вищого військово-політичного авіаційного училища. З 1993 по 1995 рр. — начальник Донецького вищого військово-політичного училища інженерних військ і військ зв'язку ім. Генерала армії А. Єпішева. З 1996 року — Голова Донецької обласної організації Товариства сприяння обороні України. В 1997 році звільнений з лав Збройних сил України. У квітні 2007 року обраний на Пленумі ЦК ТСО України Першим заступником Голови Товариства. 21 квітня 2010 року на першому пленумі ЦК Товариства сприяння обороні України обраний Головою ТСО України. Член Бюро Центрального комітету ТСО України.

## Нагороди та відзнаки
- Орден «За службу Батьківщині в Збройних Силах СРСР» III ст.,
- 17 медалями.